# 大尹 (宋国)
大尹，名不详，大尹为近侍之称，中国春秋末期宋国人物，宋景公的侍从。
宋景公没有儿子，将公孫周的儿子得和启养在公宫中。右师皇缓、大司马皇非我、司徒皇懷、左师灵不缓、司城乐茷、大司寇樂朱鉏六卿三族（皇、灵、乐）通过大尹上达国君。大尹经常不向宋景公报告，按自己的意图假称君命发号施令。被国人厌恶。乐茷想要除掉他，灵不缓说：“让他放纵，让他恶贯满盈。权势重而没有基础，能够不失败吗？”前469年十月初四日，宋景公在空泽（今河南省虞城县南）连中去世。大尹匿丧不发，出动空泽的甲士千人，奉宋景公灵柩从空桐回到国都，到了沃宫。派人召来六卿，说：“听说下邑有战事，国君请六卿谋划。”六卿到达，大尹用甲士劫持他们，说：“国君有重病，请诸位盟誓。”就在小寝院子里盟誓：“不做对公室不利的事。”大尹立启为国君，将宋景公的棺材停放在祖庙里。三天以后国人们才知道国君已死。司城乐茷派人在国都宣布说：“大尹蛊惑国君，专权好利，现在国君无疾而薨。死后又藏匿遗体，就是大尹的罪过。”大尹和他人谋划说：“我没有参加盟誓，恐怕会驱逐我。再跟他们盟誓吧。”让太祝制作盟书。六卿在唐盂，准备和他盟誓。太祝襄把盟书的内容告诉皇非我。皇非我依靠乐茷、门尹得、灵不缓谋划说：“民众亲附我们，把大尹赶走吧。”于是回去发给部下武器，让他们在国都内巡行，宣布说：“大尹蛊惑国君，欺虐公室。亲附我们的人，就是救援国君的人。”大家表示赞同。大尹也巡行，宣布说：“戴氏、皇氏准备不利于公室，亲附我的，不要担心不致富。”大家认为他和不利于公室的人没有分别。戴氏、皇氏想要攻打启，被乐得劝阻，让国人把罪过加在大尹身上。大尹奉启逃亡到楚国，于是六卿立得为国君。